# Lundy (cheval)
Pour l’article homonyme, voir Lundy.
Le Lundy (anglais : Lundy Pony) est une race chevaline originaire de l'île Lundy, en Angleterre. Son existence résulte de la seule volonté de Martin Coles Harman (en), devenu propriétaire de l'île en 1925, et qui déclare la reconnaissance de la race en 1928. Après la mort de Harman, les poneys sont déplacés vers la Cornouailles et le nord du Devon. La race Lundy est très rare, seuls 117 sujets étant recensés en 1991.

## Histoire
L'existence du Lundy découle de seule la volonté de Martin Coles Harman (en), propriétaire de l'île Lundy, de créer une nouvelle race de poneys,.
Ces chevaux descendent d'un mélange originel entre des juments New Forest et un étalon Arabe. Cependant, les chevaux résultant de ce croisement avec l'Arabe sont ne sont pas adaptés aux conditions climatiques de l'île. Aussi, des étalons Welsh Mountain, New Forest et Connemara sont introduits,. La race est reconnue par Harman en 1928. En 1969, à la mort du fils héritier de Harman, l'île revient à la gestion du National Trust, qui confie la gestion de la population de poneys à la National Pony Society (NPS) en 1972. 
La NPS gère le cheptel jusqu'à la fin des années 1980, introduisant un nouvel étalon New Forest, puis déplace tout le cheptel vers la Cornouailles et le nord du Devon. Ces poneys ont gagné en popularité à l'occasion de shows de présentation. Une association de race est créée en 1984. Depuis, une partie des poneys ont regagné l'île de Lundy et s'y sont reproduits.

## Description

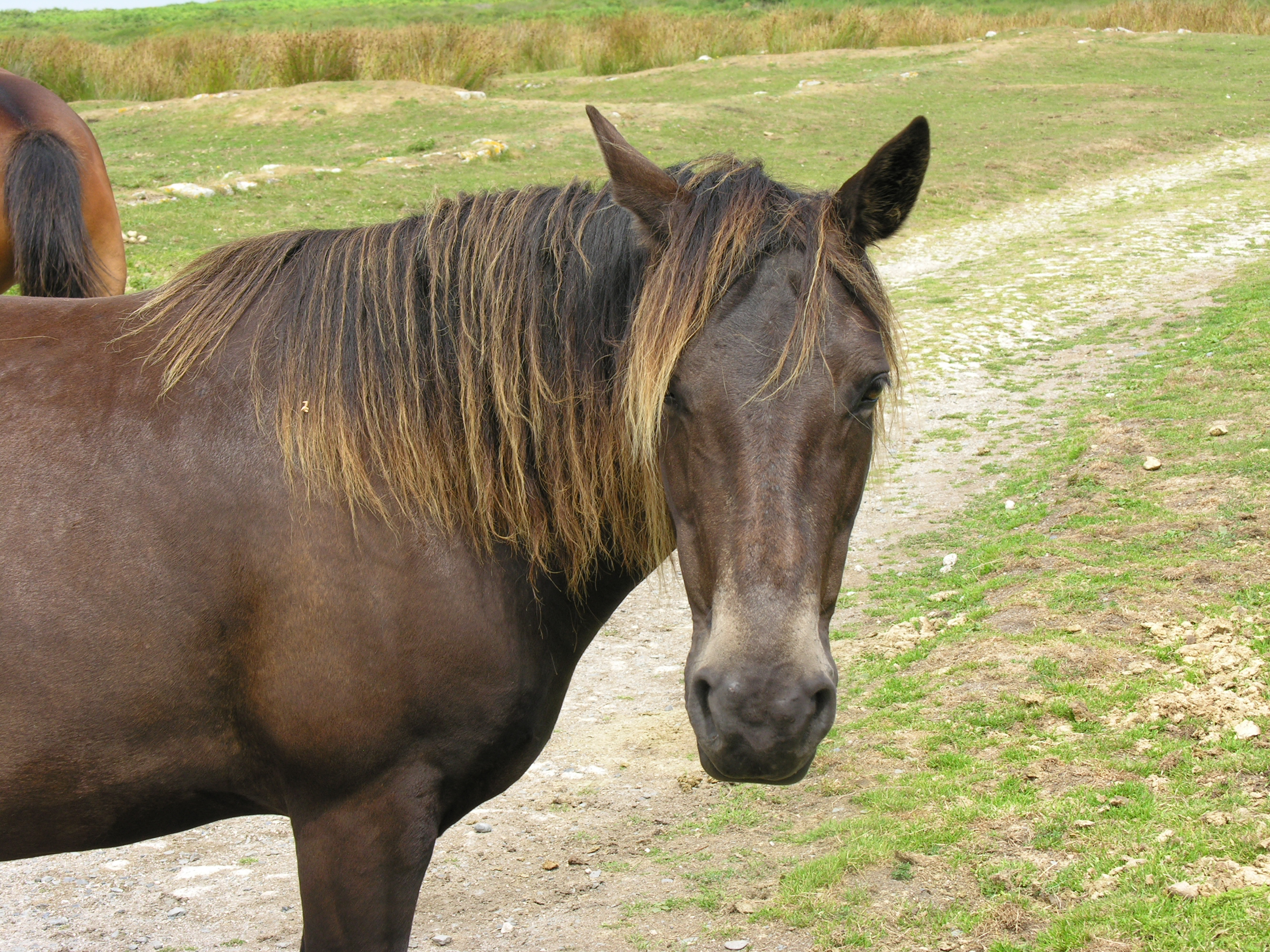
Poney Lundy de robe noire.

L'étude de l'université de l'Oklahoma donne une taille moyenne de 1,32 m (2007). D'après le guide Delachaux, les sujets toisent rarement plus de 1,34 m. CAB International indique en revanche une taille moyenne de 1,37 m (2016).
La morphologie est typique des poneys anglais, et s'inscrit dans un carré. Ces petits chevaux compacts ont une tête au front large, avec aux grands yeux, des oreilles de taille moyenne et des ganaches importantes. L'encolure est de taille moyenne, musclée, le poitrail large. Le dos est solide, les membres sont courts et solides. Crinière et queue sont abondantes.

### Robes
Les robes sont variées, incluant l'isabelle et le palomino, le bai, l'alezan, le rouan et le pie.

### Tempérament et entretien
Ces poneys de tempérament facile vivent en extérieur toute l'année, malgré les intempéries et la pauvreté des apports de nourriture. L'île Lundy est fréquentée par des puffins qui y déposent du guano favorisant la pousse végétale, et donc le pâturage des poneys.

## Utilisations
Ils conviennent à l'équitation sur poney pour les enfants et aux différents sports équestres pouvant être pratiqués, notamment le saut d'obstacles.

## Diffusion de l'élevage

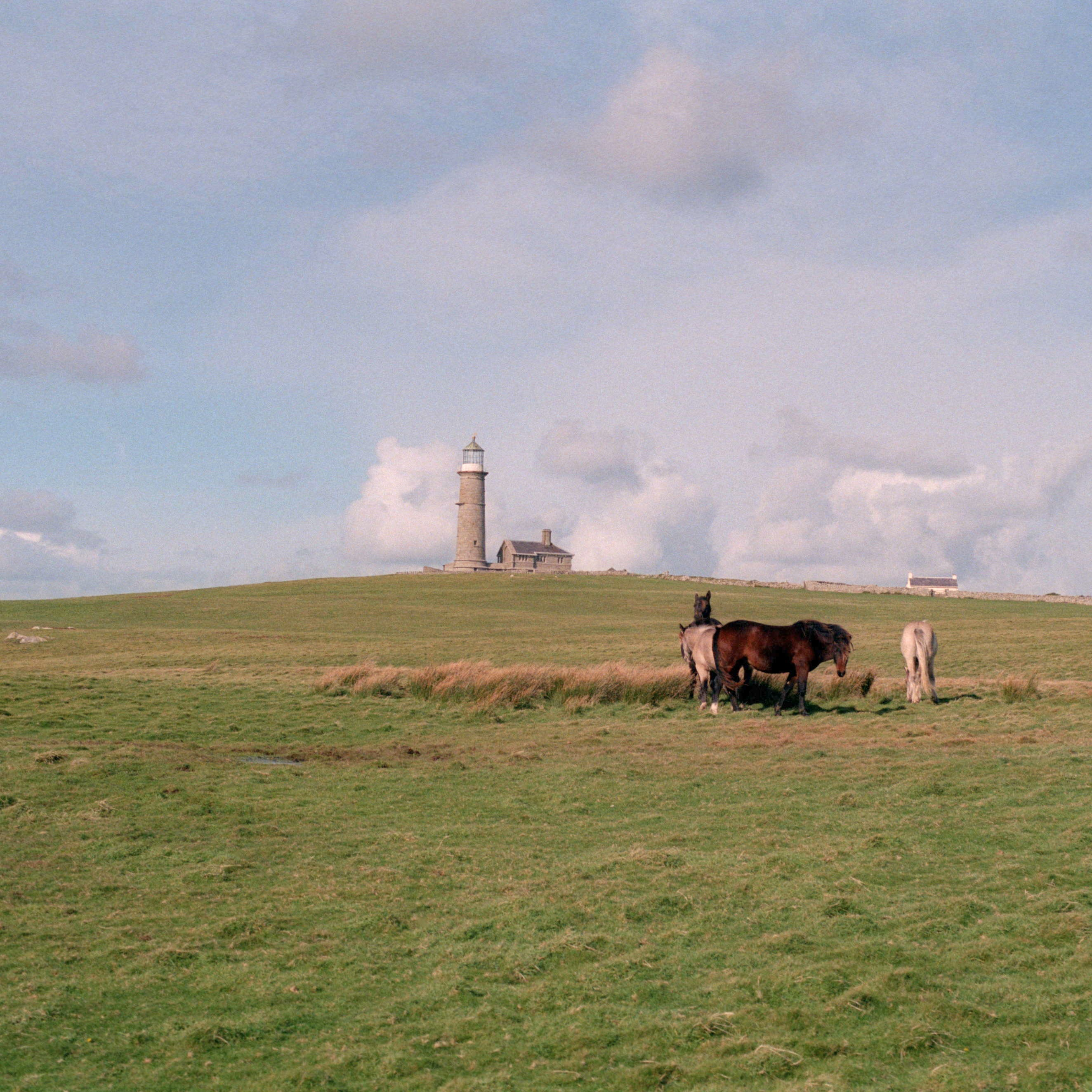
Poneys Lundy près du vieux phare de l'île

La race fut propre à l'île de Lundy, en Angleterre ; elle reste très rare,. En 1991, seuls 117 sujets sont recensés.
L'étude menée par l'Université d'Uppsala, publiée en août 2010 pour la FAO, signale le Lundy comme race de chevaux locale européenne, dont le niveau de menace est inconnu. La base de données DAD-IS ne fournit aucun effectif.